# Zielińce
Zielińce, czasem Zieleńce (ukr. Жилинці, Żyłynci) – wieś na Ukrainie w rejonie czortkowskim należącym do obwodu tarnopolskiego, położona nad rzeką Niczława. 
W II Rzeczypospolitej wieś w powiecie borszczowskim województwa tarnopolskiego.
Latem 1941, po ataku III Rzeszy na ZSRR, doszło tutaj do zabójstw Żydów przez Ukraińców (łącznie w Zielińcach i Piłatkowcach zamordowano 16 Żydów). W czerwcu 1944 nacjonaliści ukraińscy z OUN-UPA zamordowali tutaj 10 Polaków, grabiąc polskie gospodarstwa.